# 希爾特魯普湖

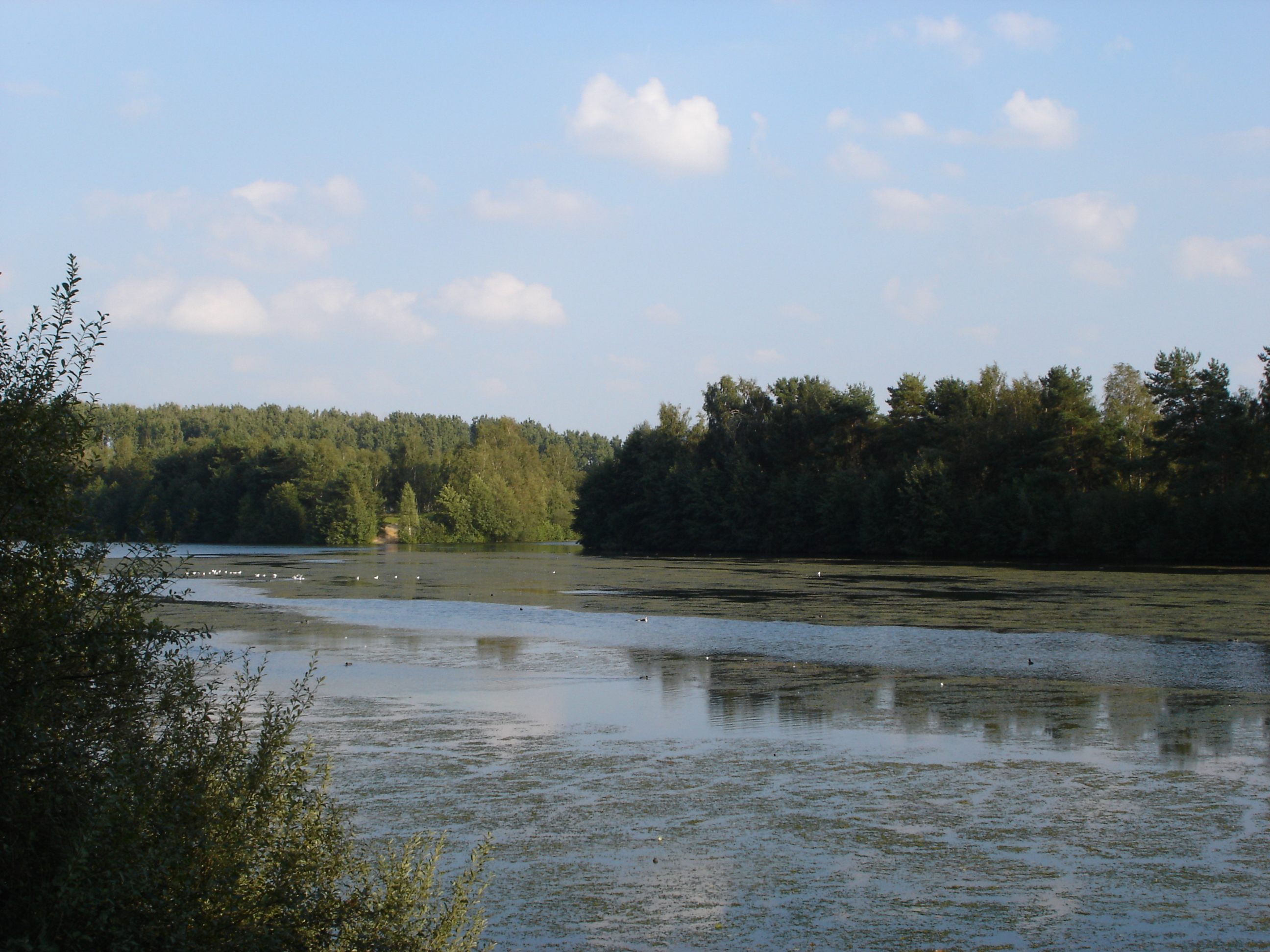

51°53′14″N 7°39′30″E / 51.88722°N 7.65833°E
希爾特魯普湖（德語：Hiltruper See），是德國的湖泊，位於該國西部，由北萊茵-威斯特法倫州負責管轄，處於明斯特，長0.5公里、寬0.4公里，面積0.16平方公里，海拔高度58米，最大水深4.5米。